# Amata centripuncta
Amata centripuncta là một loài bướm đêm thuộc phân họ Arctiinae, họ Erebidae.